# Barrio el Dajie
Barrio el Dajie är en ort i Mexiko.   Den ligger i kommunen San Agustín Tlaxiaca och delstaten Hidalgo, i den sydöstra delen av landet, 80 km norr om huvudstaden Mexico City. Barrio el Dajie ligger 2 227 meter över havet och antalet invånare är 525.
Terrängen runt Barrio el Dajie är huvudsakligen kuperad, men den allra närmaste omgivningen är platt. Runt Barrio el Dajie är det ganska tätbefolkat, med 60 invånare per kvadratkilometer. Närmaste större samhälle är San Salvador, 19,7 km norr om Barrio el Dajie. Trakten runt Barrio el Dajie består till största delen av jordbruksmark.